# Charles Kao
Charles Kao (Šangaj, 4. studenoga 1933. – 23. rujna 2018.), hongkonško-britansko-američki fizičar. Doktorirao (1965.) na Londonskom sveučilištu. Radio za američku telekomunikacijsku tvrtku International Telephone And Telegraph (od 1957. do 1970.), bio profesor na Kineskom sveučilištu u Hong Kongu (od 1970. do 1974.), bavio se istraživanjem optičkih vlakana i elektrooptičke telekomunikacijske opreme u Virginiji, SAD (od 1974. do 1987.), bio je predsjednik (od 1987. do 1996.) Kineskoga sveučilišta u Hong Kongu, potom radio za tamošnje optičke tvrtke. S britanskim inženjerom G. Hockhamom otkrio (1966.) da se kroz vlakna od čistoga stakla svjetlosni signali mogu bez gubitka prenositi na velike udaljenosti. Otkriće je vrlo brzo našlo primjenu, do kraja 20. stoljeća većina je svjetskih telekomunikacijskih sustava koristila svjetlovodne kabele. Za revolucionarna postignuća u prijenosu svjetlosti telekomunikacijskim svjetlovodima dobio Nobelovu nagradu za fiziku 2009. (te su godine nagrađeni i W. Boyle te G. E. Smith).

## Optičko vlakno ili svjetlovod
Optičko vlakno ili svjetlovod je prozirna nit, najčešće izrađena od vrlo čistoga stakla ili polimernoga materijala, kroz koju se prenosi svjetlost. Primjenjuje se za prijenos svjetlosnih signala u telekomunikacijama i računalnim mrežama, prijenos svjetlosti i slike u znanosti (osjetnici), medicini (endoskopi), za dekoraciju (rasvjetna tijela) i drugo, te za prijenos svjetlosne energije u medicini i obradi materijala (takozvani laserski noževi). U telekomunikacijama i računalstvu svjetlovodom se signali obično prenose infracrvenim zrakama valnih duljina od 800 do 1 675 nm, pri čem se javljaju najmanji gubitci (optičke elektrokomunikacije). Takvi se svjetlovodi u osnovi sastoje od jezgre, katkad i omotača, te zaštitnoga sloja. Jezgra i omotač izrađuju se od stakla (staklena vlakna), polistirena ili pleksi-stakla (polimetakrilati). Kod debljih svjetlovoda (promjera jezgre od 50 μm do 1 mm) indeksi loma materijala se, postupno ili naglo, smanjuju od središta svjetlovoda (jezgra) prema rubu (omotač) i tako se svjetlost lomi, reflektira i usmjerava u smjeru osi svjetlovoda. Nedostatak je tih svjetlovoda to što zrake svjetlosti od izvora do odredišta prelaze različite putove, ne stižu istodobno i tako oslabljuju signale. Stoga se takvi svjetlovodi rabe na kratkim udaljenostima i za prijenos većih snaga. Vrlo tankim svjetlovodima (promjer jezgre manji od 10 μm, to jest manji od valne duljine svjetlosti), signali se prenose znatno pouzdanije, jer se u njima svjetlost ne reflektira i ne odstupa od osi, pa svi dijelovi pojedinoga signala stižu na cilj istodobno. Takvi se svjetlovodi najčešće koriste za prenošenje signala na udaljenosti veće od 200 metara, a nedostatak im je visoka cijena predajnika i prijamnika signala. Svjetlovod koji prenosi signale na vrlo velike udaljenosti (više od 80 kilometara) ima umetnute dijelove obogaćene primjesama erbija, koji omogućuju pojačavanje signala s pomoću lasera. Za mnoge primjene svjetlovodi se povezuju u svežnjeve ugrađene u zaštitne omotače (kabel).
Mogućnosti prenošenja informacija suvremenim svjetlovodom stotinama su puta veće od bilo kojih drugih sredstava, na primjer jednim se vlaknom na različitim frekvencijama i u serijskim paketima prenose desetci milijuna telefonskih razgovora istodobno, a mogu se prenositi i drugi elektronički oblikovani signali, na primjer televizijski programi, multimedijski internetski sadržaji (optoelektronika).